# Murales de Bonampak
Los murales de Bonampak son una serie de extensas pinturas murales mayas consideradas una de las obras pictóricas más representativas y las mejor conservadas pertenecientes a la cultura maya, plasmadas en las paredes del Templo de los Murales en la Estructura I de Bonampak (muros teñidos en maya), una antigua ciudad maya y actual zona arqueológica localizada en la Selva Lacandona en el estado de Chiapas, México. La calidad y buen estado de las pinturas murales al momento de su hallazgo permitió que se realizaran estudios e interpretaciones muy completas sobre las pinturas mediante las cuales se pudieron conocer muchos aspectos rituales, bélicos y culturales sobre la vida de la civilización maya prehispánica, además, sirvieron de referencia sobre cómo pudieron haber sido las pinturas en muchos otros de los sitios mayas.
Según la fecha maya registrada en cuenta larga los murales datan del año 790 d. C. (9.18.0.3.4 10 K’an 2 K’ayab) en el periodo clásico de la cultura maya.

## Su descubrimiento

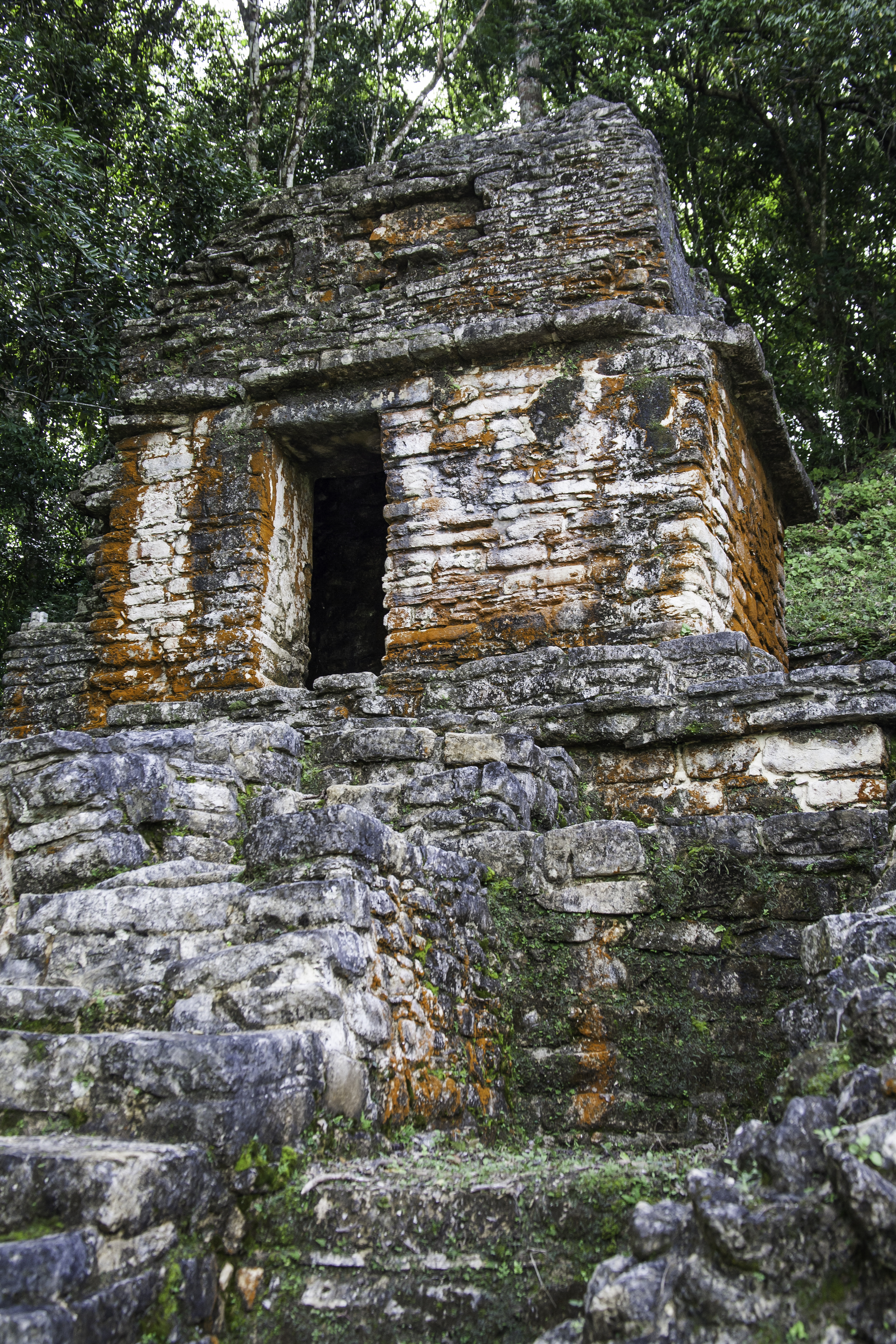
Estructura del sitio arqueológico de Bonampak.

El encuentro de los murales fue conjunto al del sitio arqueológico, se dice que fue en 1946 cuando el estadounidense Giles Healey guiado a la zona por Chan Bor (hombre lacandón), descubrió la zona de Bonampak en 1946. Sin embargo, los habitantes locales lacandones ya conocían las ruinas mayas. Bonampak fue el primer gran hallazgo después de la Segunda Guerra Mundial en Chiapas, México. Aquel descubrimiento, más que ser un primer encuentro con la zona, fue una muestra de la atención que se empezó a dar a la cultura maya.

## Los murales
Los murales de Bonampak se encuentran en el Templo de las Pinturas, conformado por tres cuartos, cada uno con escenas diferentes. Estas obras murales fueron dirigidas por el pintor maya Ocho-zarigüeya, quien gracias a la labor que le asignó el gobernante, nos dejó de manera artística una perspectiva sobre su civilización.
La relevancia de estos murales prehispánicos se debe a que, mediante su interpretación, se ha logrado conocer muchos aspectos sobre la cultura e historia de los antiguos residentes de Bonampak. Del estudio de las pinturas, se ha podido saber que el período en que gobernó Chaan Muwan II fue de gran magnificencia. 
También en los murales se pueden ver aspectos sobre la vestimenta, como el uso de textiles y la manera en que se usaban los vestidos ostentosos, en el caso de la nobleza. La presencia de elementos de la naturaleza también está presente en la vestimenta. Los nobles, los guerreros y los danzantes llevaban plumas, pieles de animales, flores y plantas que los distinguían de clase y ocupación. 
Lo que se logró rescatar de las pinturas murales nos da una buena idea de aspectos de la dinastía que habitaba en Bonampak, del siglo quinto al octavo de nuestra era, época que tuvo al menos 14 gobernantes.
Además de dibujos, en los murales podemos encontrar textos. La mayoría de estos decía quién había sido rey o reina, quiénes habían sido sus progenitores, fecha de natalicio, de nombramiento al trono, las fechas de las guerras (en ocasiones contra quién), quiénes eran los cautivos, si se realizaban sacrificios. Incluso, ocasionalmente se pueden deducir alianzas matrimoniales o políticas.

### Las diferentes escenas pintadas de cada cuarto

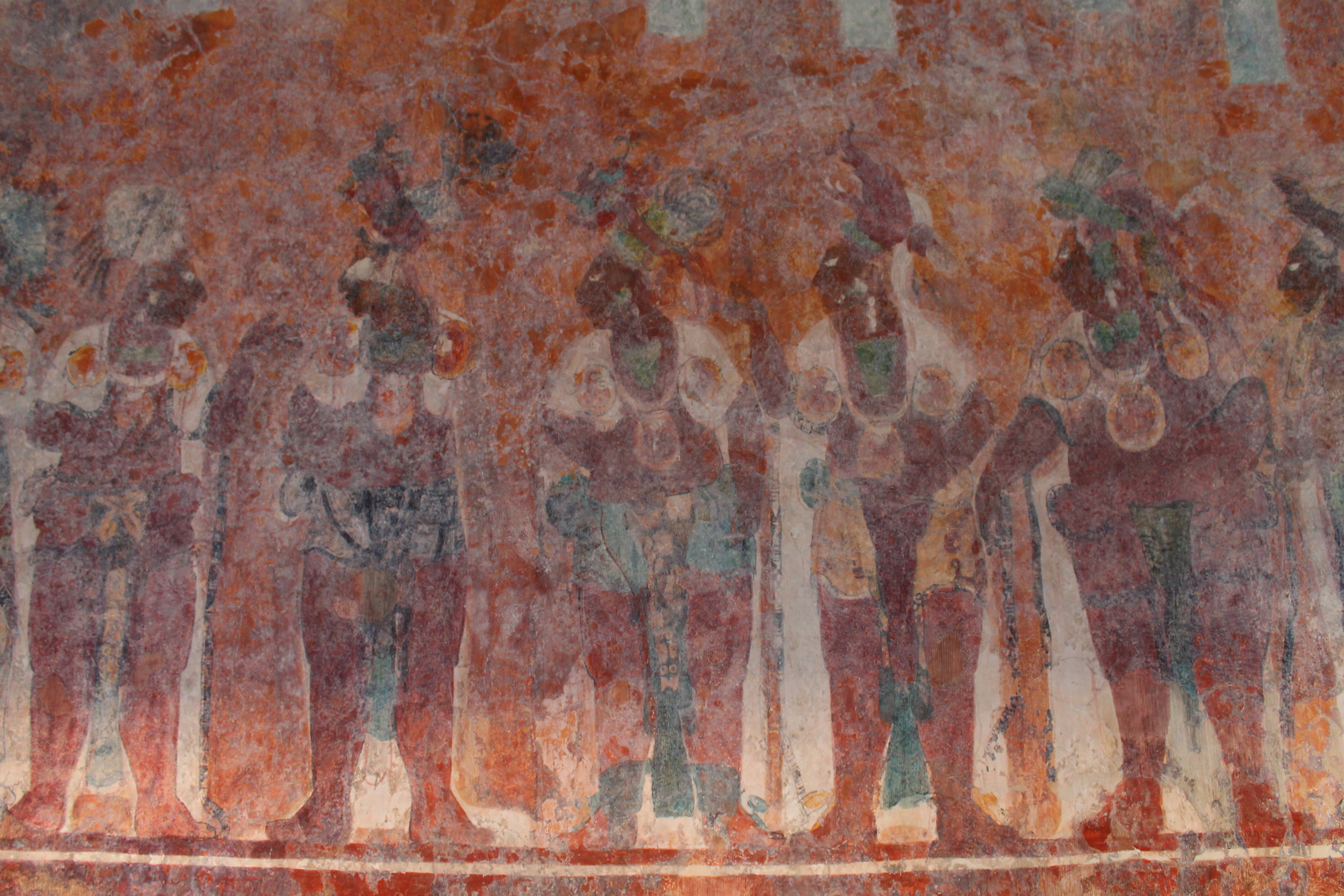
Escena mural de Bonampak

La pintura sobre los muros del cuarto uno tienen como temática principal la presentación del heredero al trono dentro de las diversas imágenes se pueden observar un personaje cargando un bebe que es la presentación del heredero al trono en el año 790, un grupo de nobles distinguidos, también un conjunto de músicos tocando varios instrumentos para celebrar como tambor, maracas y trompetas, También se observan personajes con presentaciones de diferentes deidades.  Además de las imágenes se puede ver un texto pintado del 11 de noviembre de 791 concierne a la dedicatoria del edificio.

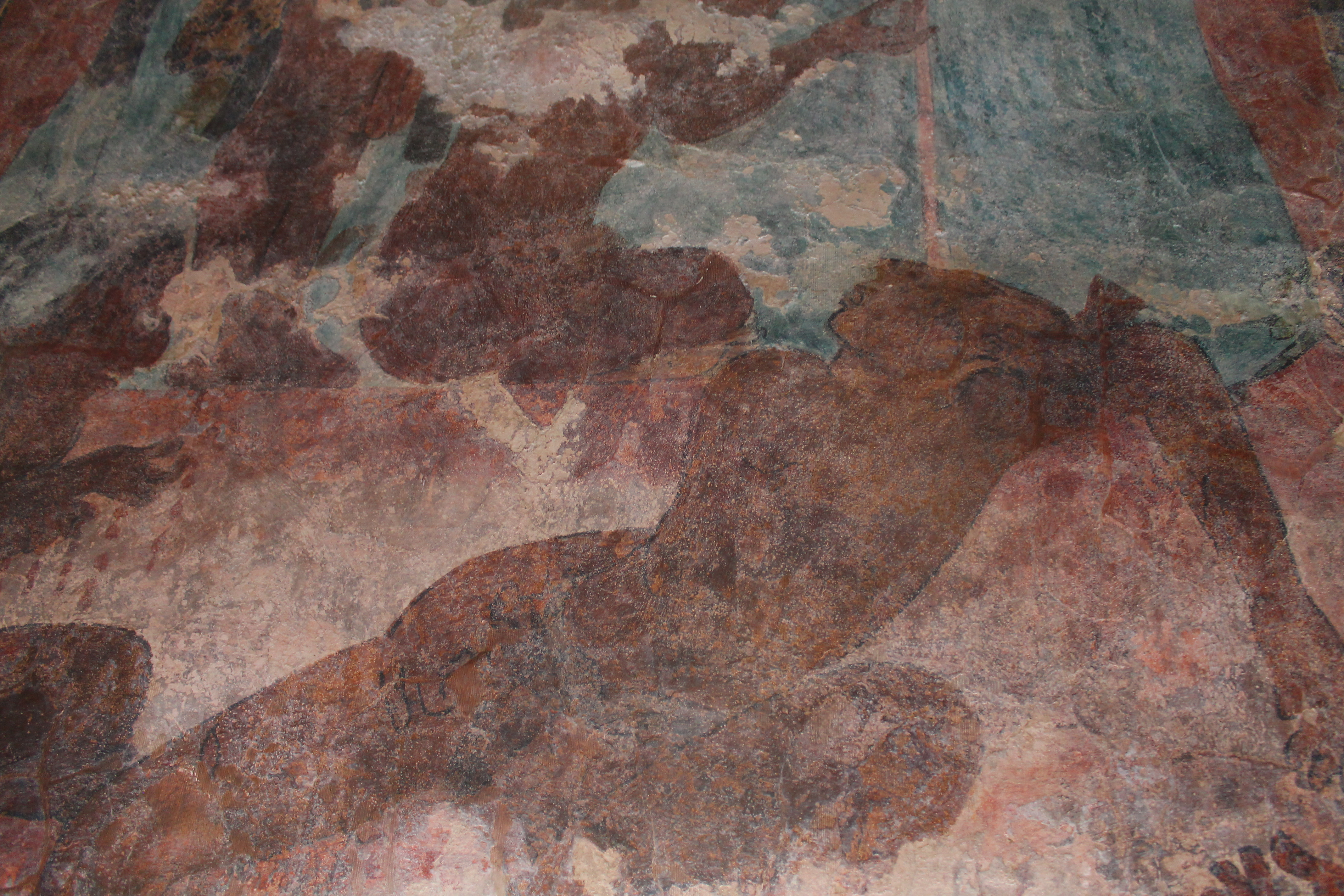
Cautivo sacrificado

Las imágenes pintadas en el cuarto dos son las más relevantes entre las tres y trata sobre un par de escenas. Por una parte la terrible batalla del dos de agosto y por otro lado el juicio. La obra muestra una pelea cuerpo a cuerpo y la posterior presentación de los cautivos.
Se ven en las imágenes de este cuarto un gran acto militar, personajes de la nobleza de Bonampak donde notamos la captura de guerreros enemigos, se identifican los guerreros de Bonampak por su equipo de batalla pues portan escudos, lanzas.
En la escena del juicio se muestra al gobernante Señor Chan Muwan de Bonampak en el centro a sus pies se encuentran los presos algunos ya muertos, otros suplicando por su vida, se representa la violencia en las batallas del periodo hay cabezas decapitadas, sangre en los dedos y manos de los cautivos efecto de tortura.
En los dibujos del cuarto dos se representa su pasión por la astronomía como constelaciones y otros cuerpos celestes hay una imagen que tiene adentro de 4 medallones: una tortuga con  3 glifos de estrellas en su caparazón (identificada como la constelación de Orión), una manada de picaries rodeados de glifos de estrella imitan el orden de las Pléyades, un personaje que corresponde a Marte junto a junto a él hay otro personaje igual rodeado de glifos estelares tiene una varita, este se asemeja con una estrella para mostrar que el poder y obras de Chaan Muan II armoniza con el camino celeste.
También hay un dibujo de la Vía Láctea como una borde ancho radiante el cual se alinea al eje de simetría del edificio de las pinturas.
En el cuarto tres el mural trata sobre la celebración se encuentra al gobernante y nobles en una ceremonia festiva, este mural es una conclusión de los sucesos anteriores. En la celebración se observan bailes y personajes vestidos con atuendos bellos con accesorios como plumas, collares y pulseras para vestirse de acuerdo a esta actividad. Examinando las figuras arquitectónicas pintadas en el cuarto 3 se determinó que en ella están pintadas edificios reales que rodean la plaza. En esta danza se ve a unos personajes jalando por brazos y piernas a los cautivos se cree que haciendo referencia al sacrificio de extracción corazón.

## Estudio de los murales

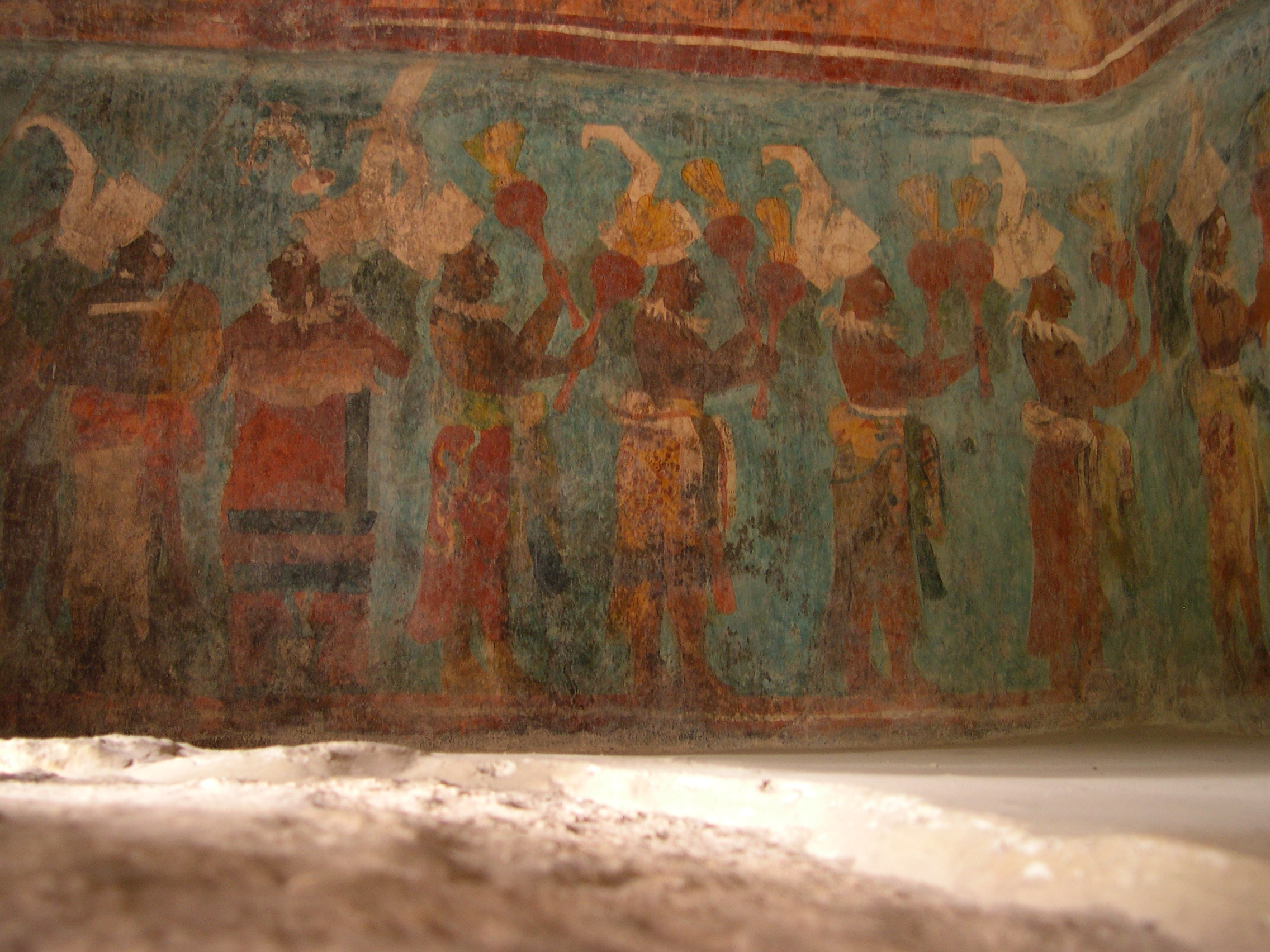
Imagen de danzantes tocando instrumentos

Para la mejor interpretación y análisis de los murales se les tomaron fotos y se realizaron dibujos de los muros y con medios digitales hicieron virtualmente simulaciones de los 3 cuartos, gracias al estudio se pudo saber que la Cultura maya era estratificada con organización política basada en el linaje, también las pinturas dan información sobre orientación y distribución del espacio adecuado a la geografía sagrada la cual integra las construcciones y pinturas según un orden físico y cósmico, se cree que esto era para demostrar la armonía en la tierra del gobernante con los antepasados y los dioses. 

## La técnica y características pictóricas

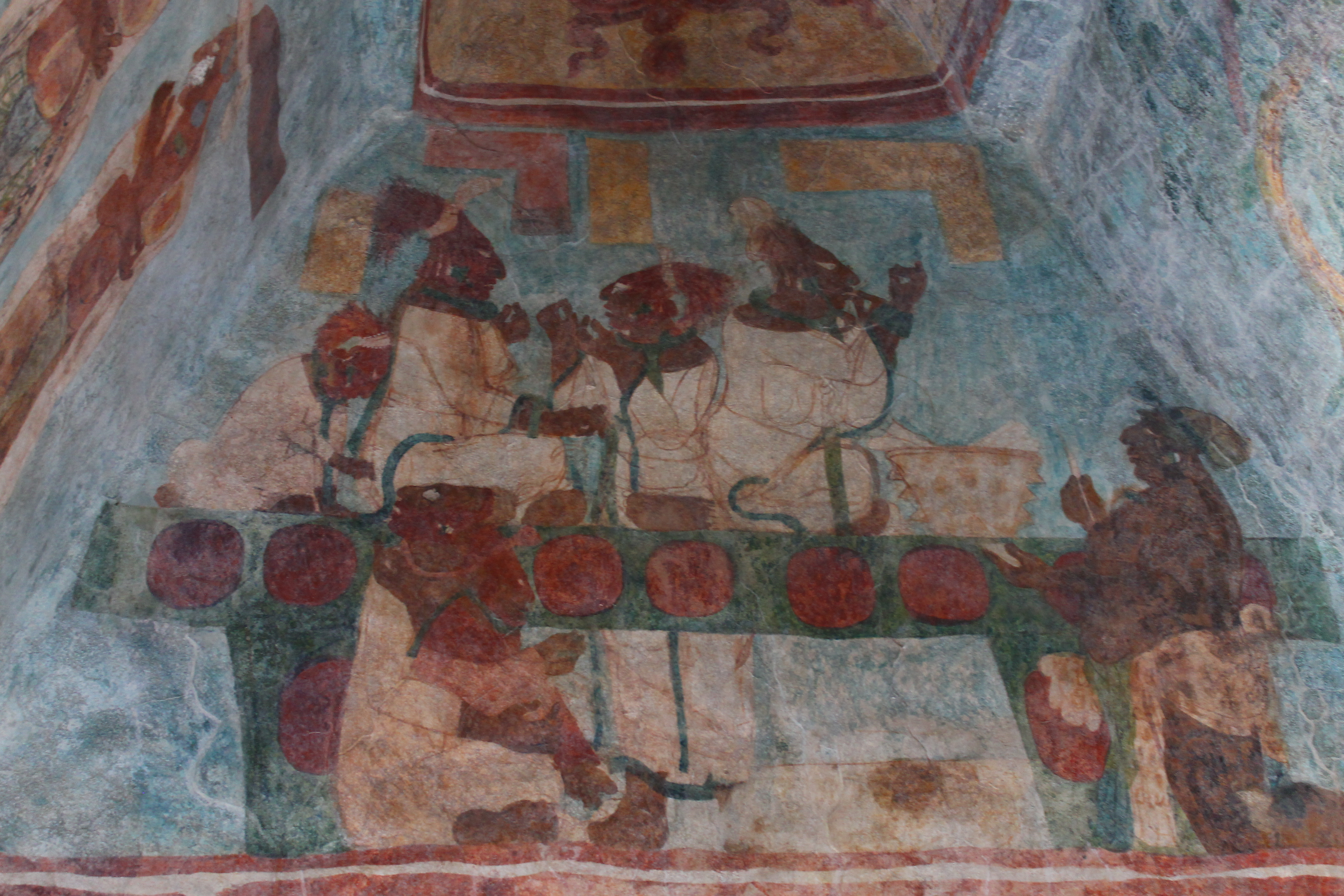
Imagen mural de Bonampak que refleja la vestimenta ostentosa de personajes de clase alta

Estas pinturas mayas son de estilo naturalista con figuras que miden de 82 a 89 cm de altura. En cada cuarto la entrada marca el eje en el que queda el espectador, al entrar al cuarto el diseño y forma de las paredes condiciona la percepción de los murales. Los dibujos son trazados con una línea continua, cursiva con un grueso constante además de trazos suaves para diferenciar detalles o figuras de mismo color, el volumen se plasma con la superposición de planos, líneas redondeadas y con sombras. 
Los personajes se distribuyen en observaciones horizontales y en grupos aclarando así el espacio de su escena grupal representada, los personajes se apoyan en una banda inferior o suelo y otra arriba a veces de decorada con elementos celestes. Otro elemento que vemos es la perspectiva vertical poniendo a unos personajes colocando a sobre otros para ver a unos cerca y a otros lejos.  Chaan Muan II es el protagonista en los murales aparece con el cuerpo de frente y ocupa el mayor espacio de la escena, la mujer alado del gobernante se sabe que es su esposa quien igual sale de frente por su rango, los otros personajes están de perfil y los cautivos son minimizados por su no jerarquía. Debido a la técnica observable en los se sabe que los artistas pintores de Bonampak conocían bien sobre trazos, volúmenes, soportes, aglutinantes y tintes naturales. Utilizaban cal mezclada con gomas extraídas de árboles como el olon, la orquídea y el ciruelo como una base para plasmar la pintura sobre el muro. Los colores llamativos eran conseguidos de plantas y minerales resistentes al sol y a la humedad. El preparativo de los materiales para pintar era una técnica asombrosa de los mayas. En las imágenes murales se pueden detectar hasta 28 combinaciones de diferentes colores.